# Javon Francis
Javon Francis (14 december 1994) is een Jamaicaans sprinter. Hij nam eenmaal deel aan de Olympische Zomerspelen en behaalde hierbij één zilveren medaille.

## Biografie
In 2013 nam Francis deel aan de WK. Samen met Rusheen McDonald, Edino Steele en Omar Johnson behaalde Francis de zilveren medaille op de 4 × 400 meter estafette. Individueel kwam hij niet verder dan de halve finale.
In 2016 nam hij deel aan de Olympische Spelen in Rio de Janeiro. Hij kwam uit op zowel de 400 m als de 4 × 400 m estafette. Individueel eindigde Francis op de vijfde plaats in zijn halve finale waarmee hij zich niet kon kwalificeren voor de finale. Bij het estafettelopen verging het Francis wel beter. Het Jamaicaanse team kwalificeerde zich in een tijd van 2.58,29 voor de finale. In de finale behaalde Peter Matthews, Nathon Allen, Fitzroy Dunkley en Javon Francis de zilveren medaille, achter het Amerikaanse viertal. Francis was vlaggendrager voor Jamaica tijdens de sluitingsceremonie van de OS in Rio.

## Persoonlijke records
Outdoor
| Onderdeel | Prestatie | Datum         | Plaats   |
| --------- | --------- | ------------- | -------- |
| 200 m     | 20,54     | 16 april 2016 | Kingston |
| 400 m     | 44,50     | 13 juni 2015  | Kingston |

## Palmares

### 400 m
- 2012: 9e WK junioren - 47,57 s
- 2013: 5e in ½ fin. WK - 45,62 s
- 2015: 4e in ½ fin. WK - 44,77 s
- 2016: 3e in ½ fin. OS - 44,96 s

### 4 × 400 m
- 2012: 5e WK junioren - 3.07,31
- 2013:  WK - 2.59,88
- 2015: 4e WK - 2.58,51
- 2015: 4e IAAF World Relays - 3.00,23
- 2016:  OS - 2.58,16